# Frances Külpe
Frances Külpe (* 20. Februarjul. / 4. März 1862greg. als Frances James in Bytosch, Gouvernement Orjol, Russisches Kaiserreich; † 24. Dezember 1936 in Muralto/Kanton Tessin) war eine deutschbaltische Schriftstellerin.

## Leben
Frances James war die Tochter des britischen Industriellen John Benisson James und der Deutschbaltin Marie geb. Hentzelt. Sie wurde bis 1874 von Privatlehrern unterrichtet. Danach besuchte sie deutsche Höhere Töchterschulen in Mitau und Dorpat und absolvierte eine Ausbildung zur Hauslehrerin, die sie 1879 mit dem Examen abschloss. Nach weiteren musikalischen Studien begab sie sich auf eine zweijährige Reise, die sie ans Schwarze Meer und bis nach Konstantinopel führte.
1882 heiratete sie in Dorpat den Maler Rudolf Julius von zur Mühlen. Die Ehe, aus der zwei Töchter hervorgingen, wurde 1887 geschieden. 1888 zog sie mit ihren Kindern nach Riga, wo sie in den folgenden Jahren erste schriftstellerische Versuche unternahm. 1892 heiratete sie den kurländischen Pastor Ernst Külpe, einen Bruder des Psychologen Oswald Külpe. Mit ihm lebte sie in der kurländischen Provinz und ab 1901 in Mitau. Bedingt durch eine schwere Lungenkrankheit Ernst Külpes übersiedelte die Familie ins italienische Nervi, wo der Ehemann 1905 starb. Frances Külpe hielt sich noch mehrere Jahre in Nervi auf, ehe sie 1908 nach München übersiedelte. Sie stand unter anderem in Kontakt zu Richard Dehmel und Paul Heyse. Frances Külpe lebte später in Garda am Gardasee und zuletzt in Ascona.
Frances Külpe war Verfasserin von Romanen und Erzählungen, die meist im Baltikum spielen. Ihren größten Erfolg hatte sie mit dem 1907 erschienenen Roman Mutterschaft, der es bis 1942 auf eine Gesamtauflage von über 170.000 Exemplaren brachte.

## Werke
- Freilicht-Skizzen aus Rußland und anderes, Wörishofen 1901
- Wera Minajew, Leipzig 1902
- Die Insel des Lebens, Berlin 1906
- Drei Menschen, Berlin [u. a.] 1907, online
- Mutterschaft, Berlin 1907
- Der Schmerzenssohn, Berlin 1909
- Doppelseele, München [u. a.] 1910
- Rote Tage. Baltische Novellen aus der Revolutionszeit, Berlin 1910
- Wege der Liebe, München [u. a.] 1911
- Der Silbergarten. Der Stein des Pietro, Leipzig 1911
- An der Wolga, Berlin 1912
- Kinder der Liebe, München [u. a.] 1912
- Die Maschine. Novelle. In: Deutsche Monatsschrift für Russland, 7 (1912), S. 607–621 (Digitalisat in der LNB)
- Ring, München [u. a.] 1914
- Das blaue Feuer, München 1918
- Das Reich, München 1923
- Der Weg im Nebel, München 1925
- Imogen, München 1929
- Mütter und Töchter, Erlenbach-Zürich [u. a.] 1931
- Und Töchter werden Mütter, Erlenbach-Zürich [u. a.] 1931
- Eine Kindheit, Erlenbach-Zürich [u. a.] 1934

## Übersetzungen
- Janet B. Montgomery MacGovern: Unter den Kopfjägern auf Formosa, Stuttgart 1923